# Полки русской армии, удостоенные отличий во время Наполеоновских войн
Формирования Русской армии, удостоенные знаков отличия во время Наполеоновских войн за мужество и героизм личного состава.

## Формирования
| Род оружия и наименование формирования                                                  | Вид отличия и за что дано |
| --------------------------------------------------------------------------------------- | --- |
| Гвардия                                                                                 | |
| л.-гв. Преображенский                                                                   | георгиевское знамя за Кульм |
| л.-гв. Семёновский                                                                      | георгиевское знамя за Кульм |
| л.-гв. Егерский                                                                         | 1. георгиевские трубы за Кульм 2. георгиевское знамя за 1812 год |
| л.-гв. Измайловский                                                                     | 1. георгиевские трубы за Кульм 2. георгиевское знамя за 1812 год |
| л.-гв. Литовский                                                                        | георгиевское знамя за 1812 год |
| л.-гв. Финляндский                                                                      | 1. права гвардии за войну 1805—1807 гг. (тогда батальон, в 1808 г. развёрнут в полк) 2. георгиевское знамя за 1812 год 3. серебряные трубы за Лейпциг |
| Кексгольмский гренадерский                                                              | знаки на шапки за Арси-сюр-Об 1814 год |
| Санкт-Петербургский гренадерский                                                        | знаки на шапки за 1812—1814 годы |
| л.-гв. Гренадерский (Лейб-Гренадерский)                                                 | права молодой Гвардии и георгиевское знамя за 1812 год |
| л.-гв. Павловский (Павловский гренадерский)                                             | 1. повелено «состоящие при нём шапки оставить в том виде, в каком он сошёл с поля сражения» (то есть простреленными и изрубленными) за исключительную доблесть, проявленную при Фридланде 2. права молодой Гвардии и георгиевское знамя за 1812 год 3. право проходить при церемониальном марше с ружьями на руку, за Отечественную войну |
| Кавалергардский                                                                         | 1. георгиевский штандарт за 1812 год 2. георгиевские трубы за 1812—1814 годы, особенно за Фер-Шампенуаз |
| л.-гв. Конный                                                                           | 1. георгиевский штандарт за отбитие французского знамени при Аустерлице 2. георгиевский штандарт вторично за 1812 год 3. на георгиевских трубах надпись: «Фер-Шампенуаз» |
| л.-гв. Конно-Гренадерский                                                               | 1. георгиевский штандарт за 1812 год 2. георгиевские трубы за Фер-Шампенуаз |
| л.-гв. Кирасирский Её Величества                                                        | георгиевские трубы за 1812 год |
| л.-гв. Уланский Её Величества                                                           | 1. георгиевский штандарт за 1812 год с надписью: «За взятие при Красном неприятельского знамени и за отличие при поражении» 2. георгиевские трубы за 1812—1814 годы |
| л.-гв. Гусарский                                                                        | георгиевский штандарт за 1812 год |
| л.-гв. Казачий полк и л.-гв. Черноморская казачья сотня                                 | георгиевский штандарт и серебряные трубы за 1812 год и подвиг при Лейпциге (спасение Императора Александра от плена) |
| л.-гв. 1-я артиллерийская бригада                                                       | серебряные трубы за 1812 год |
| л.-гв. 2-я артиллерийская бригада                                                       | серебряные трубы за 1812 год |
| л.-гв. 1-я конная батарея                                                               | серебряные трубы за 1812 год |
| л.-гв. 2-я конная батарея                                                               | серебряные трубы за 1812 год |
| л.-гв. 3-я конная батарея                                                               | серебряные трубы за 1812 год |
| л.-гв. 5-я конная батарея                                                               | серебряные трубы за 1812 год |
| Гренадеры                                                                               | |
| Екатеринославский гренадерский                                                          | знаки на шапки за 1812 год |
| Гренадерский графа Аракчеева                                                            | 1. георгиевское знамя за 1812 год 2. серебряные трубы за 1812—1813 годы |
| Перновский гренадерский                                                                 | знаки на шапки за Вязьму 1812 года |
| 1-й егерский (с 3.04.1814 - 1-й гренадерский егерский полк)                             | серебряные трубы за 1807 год |
| Киевский гренадерский                                                                   | 1. георгиевское знамя за Шёнграбен 1805 года - первым в Российской армии. 2. знаки на шапки за 1812—1813 годы |
| Таврический гренадерский                                                                | 1. надпись на знамёна, за отбитие французского знамени у Бергена 2. знаки на шапки за 1812—1814 годы |
| Московский гренадерский                                                                 | 1. надпись на знамёна, за отбитие французских знамён при Треббии и Нови 2. знаки на шапки за 1812 год |
| Сибирский гренадерский                                                                  | 1. серебряные трубы за 1812 год 2. знаки на шапки за 1812—1814 годы |
| Малороссийский гренадерский                                                             | знаки на шапки за взятие Парижа |
| Астраханский гренадерский                                                               | знаки на шапки за 1812—1814 годы |
| Мингрельский пехотный                                                                   | поход за военное отличие (итало-швейцарский поход) |
| Пехота                                                                                  | |
| 2-й пехотный Софийский                                                                  | поход за отличие 1813 года |
| 3-й пехотный Нарвский                                                                   | знаки на шапки за Лаон 1814 года |
| 4-й пехотный Копорский                                                                  | поход за отличие 1812 года |
| 5-й пехотный Калужский                                                                  | 1. поход за отличие 1813 года 2. знаки на шапки за Бар-сюр-Об 1814 года |
| 7-й пехотный Ревельский                                                                 | поход за отличие 1812 года |
| 8-й пехотный Эстляндский                                                                | поход за Лейпциг 1813 года |
| 11-й пехотный Псковский                                                                 | 1. георгиевское знамя за Фридланд 2. знаки на шапки за Городечню и Бауцен 1812—1813 годов 3. георгиевские трубы за Бриенн и Ла-Ротьер 1814 года |
| 15-й пехотный Шлиссельбургский (мушкетёрский генерал-майора Измайлова)                  | 1. надпись на знамёна за отбитие французских знамён в Итальянский поход 1799 года 2. георгиевское знамя за Фридланд |
| 17-й пехотный Архангелогородский (мушкетёрский графа Каменского 2-го)                   | 1. надпись на знамёна, за отбитие французского знамени на горах Альпийских 2. георгиевское знамя за Ла Ротьер 1814 года 3. георгиевские трубы за 1814 год |
| 19-й пехотный Костромской                                                               | георгиевские трубы за 1812 год |
| 21-й пехотный Муромский                                                                 | поход за отличие 1812 года |
| 23-й пехотный Низовский (мушкетёрский Барановского)                                     | поход за военное отличие (итало-швейцарский поход) |
| 24-й пехотный Симбирский                                                                | 1. знаки на шапки за отличие 1812—1814 годов 2. поход за отличие 1812—1814 годов |
| 25-й пехотный Смоленский (мушкетёрский Повало-Швейковского)                             | надпись на знамёна, за отбитие французских знамён на горах Альпийских и поход за военное отличие (итало-швейцарский поход) |
| 26-й пехотный Могилёвский                                                               | знаки на шапки за Бар-сюр-Об 1814 года |
| 29-й пехотный Черниговский                                                              | георгиевское знамя и поход за отличие 1812 года |
| 31-й пехотный Алексопольский                                                            | серебряные трубы за 1813 год |
| 34-й пехотный Севский                                                                   | 1. георгиевское знамя за 1812 год 2. знаки на шапки за 1812—1814 годы |
| 36-й пехотный Орловский                                                                 | серебряные трубы за 1812 год |
| 37-й пехотный Екатеринбургский                                                          | 1. георгиевское знамя за 1812 год 2. серебряные трубы за взятие Монмартра (перешли от егерей) |
| 38-й пехотный Тобольский                                                                | 1. георгиевское знамя за 1812 год 2. серебряные трубы за взятие Монмартра (перешли от егерей) |
| 41-й пехотный Селенгинский                                                              | поход за отличие 1812 года |
| 43-й пехотный Охотский                                                                  | георгиевское знамя за 1812—1814 годы |
| 44-й пехотный Камчатский                                                                | 1. георгиевское знамя за 1812—1814 годы 2. серебряные трубы за Ла-Ротьер 1814 года |
| 46-й пехотный Днепровский                                                               | серебряные трубы за Бриенн и Ла-Ротьер 1814 года |
| 48-й пехотный Одесский                                                                  | 1. поход за отличие 1812 года; 2. георгиевское знамя за Бриенн и Ла-Ротьер 1814 года 3. знаки на шапки за 1812—1814 годы |
| 50-й пехотный Белостокский                                                              | серебряные трубы за Бриенн 1814 года |
| 52-й пехотный Виленский                                                                 | поход за отличие 1812 года |
| 56-й пехотный Житомирский                                                               | поход за отличие 1812 года |
| 61-й пехотный Владимирский                                                              | серебряные трубы за Городечню 1812 года и Бриенн 1814 года |
| 63-й пехотный Углицкий                                                                  | серебряные трубы за 1812 год |
| 65-й пехотный Московский                                                                | георгиевские трубы за Бриенн и Ла-Ротьер 1814 года |
| 66-й пехотный Бутырский (мушкетёрский генерал-майора Белецкого, мушкетёрский Малышкина) | 1. поход за военное отличие — за Треббию 2. георгиевское знамя за Краон 1814 года |
| 69-й пехотный Рязанский                                                                 | знаки на шапки за 1812 год |
| 70-й пехотный Ряжский                                                                   | георгиевское знамя за 1814 год |
| 72-й пехотный Тульский (мушкетёрский Лаврова)                                           | 1. поход за военное отличие (итало-швейцарский поход) 2. серебряные трубы за освобождение Амстердама в 1813 году — пожалованы принцем Оранским; единственное боевое отличие во всей Армии, принятое от чужестранного государя |
| 77-й пехотный Тенгинский                                                                | поход за отличие 1812—1814 годов, особенно за Лейпциг |
| 81-й пехотный Апшеронский (мушкетёрский Милорадовича)                                   | поход за военное отличие (итало-швейцарский поход) |
| 84-й пехотный Ширванский                                                                | георгиевское знамя за Краон 1814 года |
| Кавалерия (кроме гвардейской)                                                           | |
| 1-й уланский Санкт-Петербургский                                                        | 1. георгиевский штандарт за отбитие трёх знамён у Гаузет и Прейсиш-Эйлау 2. знаки на шапки за 1812 год |
| 2-й лейб-уланский Курляндский                                                           | георгиевские трубы за 1807 год |
| 4-й уланский Харьковский                                                                | георгиевский штандарт за Кацбах 1813 года |
| 6-й уланский Волынский                                                                  | серебряные трубы за 1812—1814 годы |
| 11-й уланский Чугуевский                                                                | серебряные трубы за 1813 год |
| 1-й гусарский Сумской                                                                   | 1. георгиевские трубы за 1812 год 2. георгиевский штандарт за 1814 год 3. знаки на шапки за 1812—1814 годы |
| 2-й лейб-гусарский Павлоградский                                                        | 1. георгиевский штандарт за Шёнграбен 1805 года 2. знаки на шапки за 1812—1814 годы |
| 3-й гусарский Елизаветградский                                                          | 1. георгиевские трубы за 1812 год 2. знаки на шапки за 1812—1814 годы |
| 4-й гусарский Мариупольский                                                             | 1. серебряные трубы за 1812 год 2. знаки на шапки за Кацбах 1813 года |
| 5-й гусарский Александрийский                                                           | 1. георгиевские трубы за 1812—1814 годы 2. знаки на шапки за Кацбах 1813 года |
| 6-й гусарский Клястицкий (Гродненский Кульнева)                                         | 1. серебряные трубы за 1812 год 2. знаки на шапки за 1812—1814 годы |
| 7-й гусарский Белорусский                                                               | 1. серебряные трубы за 1812 год 2. знаки на шапки за Кацбах 1813 года |
| 8-й гусарский Лубенский                                                                 | георгиевский штандарт за 1812—1814 годы, особенно за Лейпциг |
| Киевский драгунский полк                                                                | 1. георгиевский штандарт за Кацбах 1813 года 2. знаки на шапки за 1812—1814 годы |
| 11-й гусарский Изюмский                                                                 | 1. георгиевские трубы за 1807 год 2. георгиевский штандарт за 1812 год 3. знаки на шапки за 1812—1814 годы |
| 12-й гусарский Ахтырский                                                                | 1. серебряные трубы за 1812 год 2. знаки на шапки за Кацбах 1813 года 3. георгиевский штандарт за 1814 год |
| Черниговский драгунский полк                                                            | 1. георгиевский штандарт за Шёнграбен 1805 года 2. серебряные трубы за Кацбах 1813 года |
| 3-й драгунский Новороссийский                                                           | георгиевский штандарт за 1814 год |
| 4-й драгунский Новотроицко-Екатеринославский                                            | георгиевский штандарт за 1814 год |
| Глуховский кирасирский                                                                  | георгиевский штандарт за 1812 год |
| Астраханский кирасирский                                                                | серебряные трубы за 1812 год |
| 10-й драгунский Новгородский                                                            | серебряные трубы за 1812 год |
| 11-й драгунский Рижский                                                                 | 1. георгиевский штандарт за 1812—1814 годы 2. серебряные трубы за Гальберштадт 1813 года |
| Кирасирский Военного ордена                                                             | серебряные трубы за 1812 год |
| Малороссийский кирасирский                                                              | георгиевский штандарт за 1812 год |
| Атаманский казачий                                                                      | георгиевское знамя, георгиевский штандарт и георгиевский бунчук за подвиг 1812—1814 годов |
| 2-й казачий Донской (Сысоева)                                                           | георгиевское знамя за Шёнграбен 1805 года |
| 3-й казачий Донской (Ханженкова)                                                        | георгиевское знамя за Шёнграбен 1805 года |
| 4-й казачий Донской (Жирова)                                                            | георгиевское знамя за 1812 год |
| 5-й казачий Донской (Власова 3-го)                                                      | георгиевское знамя за 1812 год |
| 6-й казачий Донской (Иловайского 11-го)                                                 | георгиевское знамя за 1812 год |
| 7-й казачий Донской (Грекова 18-го)                                                     | георгиевское знамя за 1812 год |
| 8-й казачий Донской (Дьячкина)                                                          | георгиевское знамя за 1812 год |
| 9-й казачий Донской (Мельникова 4-го)                                                   | георгиевское знамя за Краон и Лаон 1814 года |
| 10-й казачий Донской (Мельникова 5-го)                                                  | георгиевское знамя за Краон и Лаон 1814 года |
| Артиллерия (кроме гвардейской)                                                          | |
| 1-я гренадерская артиллерийская бригада                                                 | знаки на шапки за 1812—1814 годы |
| 1-я артиллерийская бригада                                                              | знаки на шапки за 1812—1814 годы |
| 3-я артиллерийская бригада                                                              | знаки на шапки за 1812 год |
| части 4-й артиллерийской бригады                                                        | золотые петлицы за 1807 год |
| 8-я артиллерийская бригада                                                              | знаки на шапки за 1812—1814 годы |
| 10-я артиллерийская бригада                                                             | знаки на шапки за 1814 год |
| 11-я артиллерийская бригада                                                             | золотые петлицы за Лейпциг 1813 года |
| 12-я артиллерийская бригада                                                             | золотые петлицы и знаки на шапки за 1812 год |
| 14-я артиллерийская бригада                                                             | знаки на шапки за 1814 год |
| 18-я артиллерийская бригада                                                             | золотые петлицы за 1812 год |
| 2-я конная батарея                                                                      | 1. георгиевские петлицы за Прейсиш-Эйлау 2. знаки на шапки за 1814 год |
| 3-я конная батарея                                                                      | золотые петлицы и знаки на шапки за 1814 год |
| 5-я конная батарея                                                                      | золотые петлицы за Красный 1812 года |
| 7-я конная батарея                                                                      | золотые петлицы и знаки на шапки за 1812 год |
| 9-я конная батарея                                                                      | золотые петлицы и знаки на шапки за 1812 год |
| 18-я конная батарея                                                                     | золотые петлицы за 1812—1814 годы |
| 22-я конная батарея                                                                     | 1. георгиевские петлицы и серебряные трубы за Прейсиш-Эйлау 2. знаки на шапки за 1812 год |
| 4-я конная Донская батарея                                                              | золотые петлицы за 1812—1813 годы |
| 8-я конная Донская батарея                                                              | золотые петлицы за 1812—1814 годы |